# PINGO
PINGO ist ein webbasiertes Voting-System zur Aktivierung von Lernenden insbesondere in großen Lehrveranstaltungen. Es ist ein Akronym für „Peer Instruction for very large groups“ und wurde Anfang der 2010er Jahre an der Universität Paderborn als Live-Feedback-System für die Lehre entwickelt.
Ähnlich wie bei im Fernsehen üblichen Quizsendungen können Dozenten mit PINGO ihre Studierenden aus der traditionell vorwiegend passiven Rolle herausholen und aktiv an der Vorlesung beteiligen, indem sie während der Vorlesung vom Dozenten gestellte Fragen über ihre Smartphones, Tablets oder Laptops beantworten. Die Entwicklung von PINGO wurde unter anderem durch die zweimalige Verleihung des Förderpreises für Innovation und Qualität in der Lehre in 2011 und 2012 ermöglicht. Es wird vertrieben durch die coactum GmbH in Paderborn und in einer kostenfreien sowie einer kostenpflichtigen Version (PINGOplus) angeboten.